# Вишрава
Вишрава — сын Пуластьи, брат прославленного мудреца Агастьи и внук Брахмы, создателя вселенной. Был могущественным риши, что описано в древнеиндийском эпосе Рамаяна. Он приобрёл огромные силы, что, принесло ему большую известность среди других риши. Бхарадваджа, в частности, был настолько впечатлён Вишравой, что отдал ему свою дочь Илавиду замуж. Илавида родила Вишраве сына Куберу, владыку богатства и первоначального правителя Ланки.
Рассказы о далеко идущих йогических способностях Вишравы достигли Ракшаса Сумали и его жены Кетумати. Они стремились увеличить свои силы через союзы с могущественными царями и риши. Было принято решение, что их дочь, Кайкеси, станет достойной женой для Вишравы, и организовали ее якобы случайную встречу с риши. Вишрава влюбился в неё, и женился. Она родила от него четверых детей. Старшим из них был Равана, который в конечном итоге свергнул своего сводного брата Куберу с поста правителя Ланки и узурпировал его трон. Равана также был главным антагонистом эпоса «Рамаяна».
Помимо Раваны, Кайкеси родила Вибхишану, Кумбхакарну и дочь Шурпанакху. После того, как Равана изгнал Куберу Вишрава отрекся от ракшасов и вернулся к своей первой жене Илавиде.